# میو شیراکو
میو شیراکو (انگلیسی: Miyu Shirako؛ زادهٔ ۲۲ ژوئیهٔ ۱۹۹۵) بازیکن راگبی ۷ نفره اهل ژاپن است.